# Ron Fuller (sciatore)
Ron Fuller (1955) è un ex sciatore alpino statunitense.

## Biografia
Specialista dello slalom gigante originario di South Lake Tahoe, Fuller in Can-Am Cup nella stagione 1975-1976 vinse la classifica di specialità; non prese parte a rassegne olimpiche e non ottenne piazzamenti in Coppa del Mondo o ai Campionati mondiali.

## Palmarès

### Cam-Am Cup
- Vincitore della classifica di slalom gigante nel 1976[senza fonte]